# Proschwitz (Meißen)
Proschwitz ist ein Stadtteil von Meißen im Landkreis Meißen, Sachsen.

## Geographie

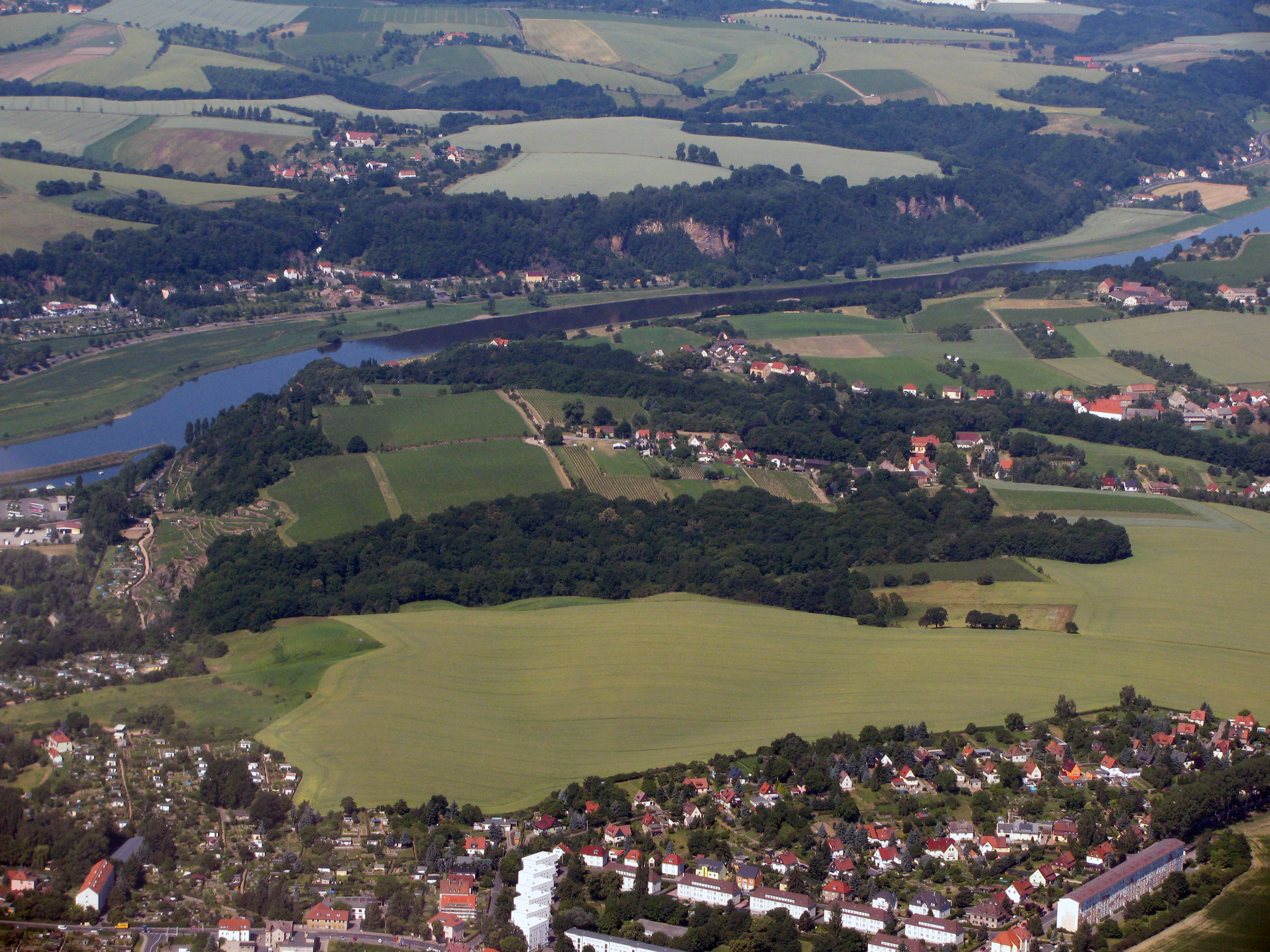
Proschwitz (Bildmitte) aus der Vogelperspektive

Proschwitz liegt in der gleichnamigen Gemarkung im Norden des Meißner Stadtgebiets. Es ist umgeben von den anderen zu Meißen gehörenden Stadtteilen bzw. Gemarkungen Winkwitz im Nordwesten, Bohnitzsch im Osten und Niederfähre im Süden.
Der Ortsteil befindet sich zwischen dem Heiligen Grund und dem Knorregrund. Nach Süden fällt das Gelände steil ins Tal der Elbe ab. Der Höhenunterschied wird als Weinberg genutzt. Die Lage „Proschwitzer Katzensprung“ am Bocksberg gehört zum Bereich Meißen im Weinbaugebiet Sachsen. Im spitzen Winkel zwischen Knorregrund und Elbtal liegt ein als Bennokanzel bezeichneter Bergsporn.
Dominiert wird der Ort von Schloss Proschwitz, dessen Name für einen bekannten Weinbaubetrieb steht und heute wieder von den alten Eigentümern betrieben wird. Durch Proschwitz verlaufen die Proschwitzer Straße und die Straße „Heiliger Grund“. Auch die Häuser an dessen unterem Ende nahe dem Hainweg gehören zu Proschwitz. Die Katzenstufen führen durch den Weinberg hinab ins Tal. Außerdem liegt Proschwitz an der Sächsischen Weinstraße sowie am Sächsischen Weinwanderweg.

## Geschichte

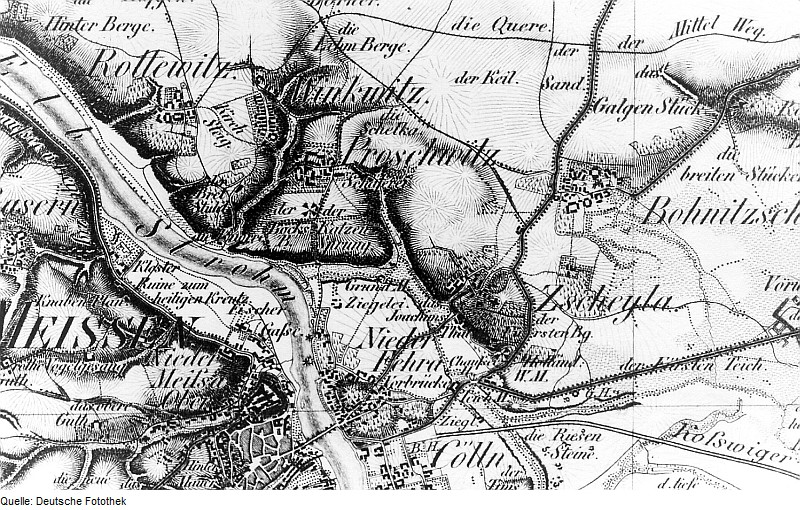
Proschwitz, seine Nachbarorte und alte Flurnamen der nahen Umgebung auf einer Karte aus dem 19. Jahrhundert

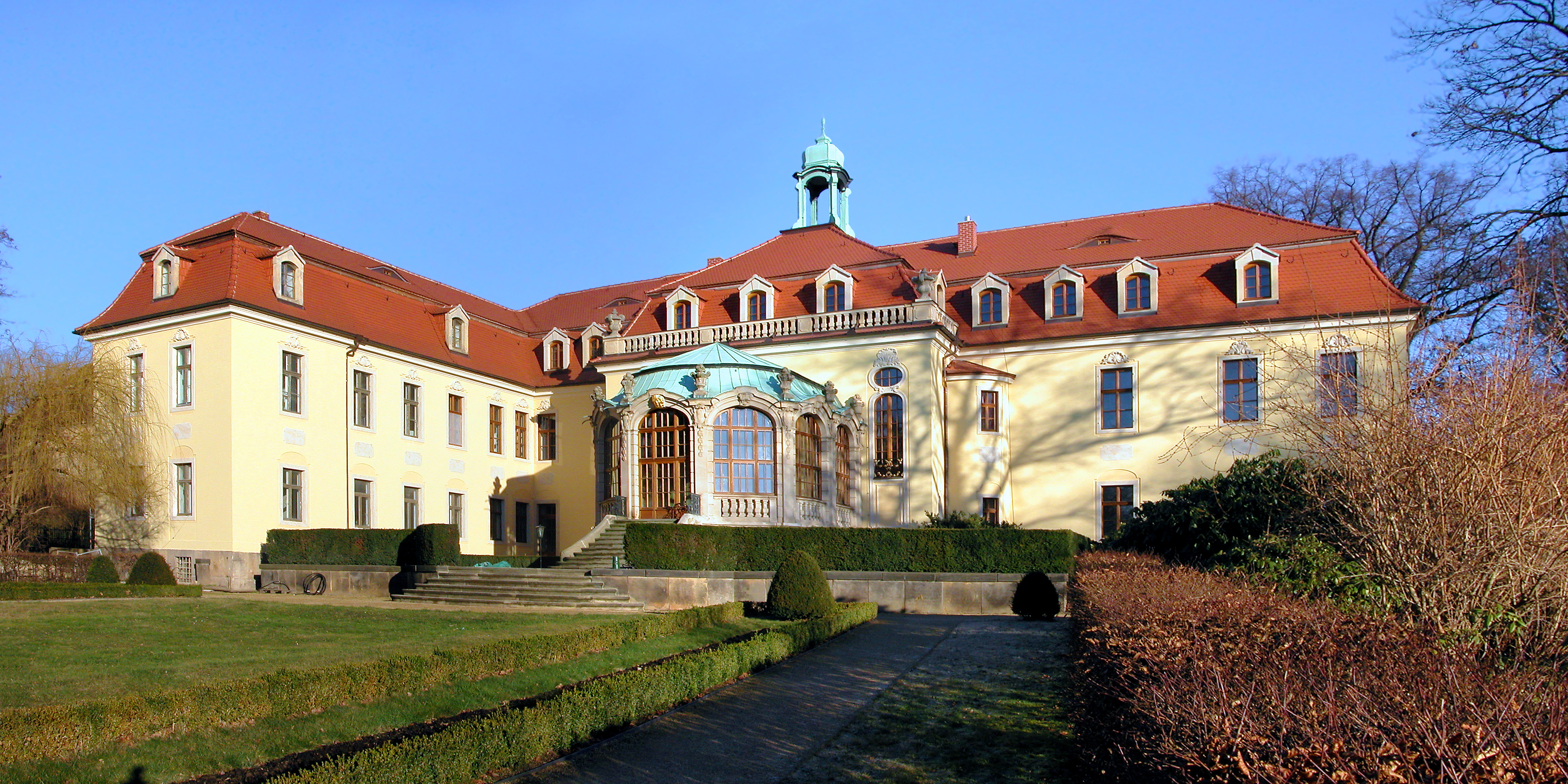
Schloss Proschwitz, Parkseite

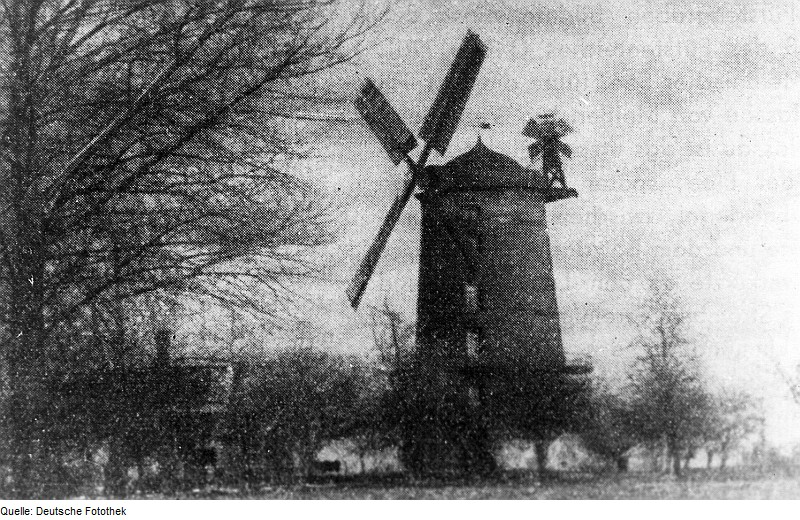
Proschwitzer Windmühle

Erstmals erwähnt wurde der aus dem Slawischen stammende Ortsname im Jahre 1250 als „Proszwiz“. In den folgenden Jahrhunderten waren unter anderem die Schreibweisen „Proschewicz“, „Praschwicz“ und „Pruskewicz“ in Gebrauch. Der Name lässt sich auf den altsorbischen Personennamen „Proš“ zurückführen und würde somit „Siedlung der Leute eines Proš“ bedeuten.
Der von Sorben gegründete Rundweiler lag in einer im Jahre 1900 etwa 149 Hektar großen Block- und Streifenflur, auf der die Bewohner Landwirtschaft und Weinbau betrieben. Auf der Bennokanzel finden sich Reste einer erst jüngst erkannten Burg des 11./12. Jahrhunderts. Bereits 1380 hatte in Proschwitz ein Rittersitz Bestand, 1696 wurde ein Rittergut erwähnt, zu dem auch das Vorwerk Nassau gehörte. Aus ihm ging das Schloss Proschwitz hervor. Bis 1945 stand auf dem Bocksberg eine weithin sichtbare Holländerwindmühle.
Eingepfarrt war und ist Proschwitz nach Zscheila. Die Grundherrschaft übte 1547 das Hospital Meißen aus, anschließend unterstand Proschwitz als Amtsdorf dem Amt Hayn. Danach gehörte es den Besitzern des örtlichen Ritterguts, zu denen im Laufe der Jahrhunderte unter anderem Angehörige der Adelsgeschlechter Miltitz, Schilling, Berlepsch, Carlowitz und Lippe-Weißenfeld zählten. Die Verwaltung des Ortes oblag im 18. Jahrhundert dem Erbamt Meißen. Im Jahre 1856 gehörte Proschwitz zum Gerichtsamt Meißen und kam danach zur Amtshauptmannschaft Meißen, aus der der gleichnamige Landkreis hervorging.
Auf Grundlage der Landgemeindeordnung von 1838 erlangte Proschwitz seine Selbstständigkeit als Landgemeinde. Es wurde am 1. Oktober 1939 gemeinsam mit Rottewitz nach Winkwitz eingemeindet und kam als dessen Teil am 1. Januar 1994 zu Meißen.

## Einwohnerentwicklung
| Jahr | Einwohnerzahl                |
| ---- | ---------------------------- |
| 1547 | 9 besessene Mann, 4 Inwohner |
| 1764 | 7 besessene Mann             |
| 1834 | 100                          |

| Jahr | Einwohnerzahl |
| ---- | ------------- |
| 1871 | 109           |
| 1890 | 181           |
| 1910 | 153           |

| Jahr | Einwohnerzahl |
| ---- | ------------- |
| 1925 | 197           |
| 1939 | 142           |

## Personen
- Elisabeth Alter (* 1953 in Weinböhla), deutsche Politikerin (SPD), Mitglied des brandenburgischen Landtags
- Dietrich Carl von Carlowitz (* 6. Juli 1839 in Zwickau; † 26. Mai 1890 in Dresden), Rittergutsbesitzer, Mitglied des Deutschen Reichstags